# Chakhtar Donetsk
Maillots
Actualités
Le Futbolnyy Klub Chakhtar Donetsk (en ukrainien : Футбольний клуб Шахтар Донецьк), plus couramment abrégé en Chakhtar Donetsk ou encore en Chakhtior Donetsk (en russe : Шахтёр Донецк), est un club ukrainien de football fondé en 1936 et basé dans la ville de Donetsk.
Le Chakhtar Donetsk est présidé par l'homme d'affaires milliardaire Rinat Akhmetov depuis 1996. L'équipe première évolue dans la première division ukrainienne depuis sa formation en 1992. Elle a remporté quinze championnats d'Ukraine et quinze Coupes d'Ukraine depuis la fin de l'ère soviétique où elle est le principal concurrent du Dynamo Kiev. Avant l'indépendance de l'Ukraine, le Chakhtar s'était imposé à quatre reprises en Coupe d'URSS entre 1961 et 1983. Le club gagne son premier titre européen en 2009, en remportant la Coupe UEFA.
Le club évolue au Donbass Arena, inauguré en 2009, jusqu'en 2014. À cause du conflit dans la région du Donbass, le club évolue provisoirement à l'Arena Lviv entre 2014 et fin 2016 puis dans le stade Metalist de Kharkiv entre janvier 2017 et mars 2020 et depuis mai 2020 au stade olympique de Kiev.
Le Chakhtar aligne également une équipe féminine.

## Histoire

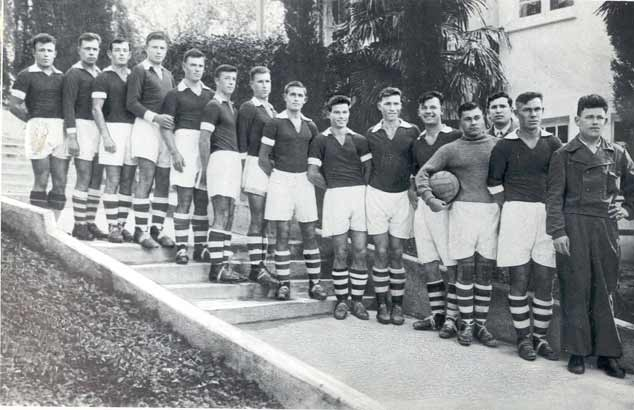
Photo d'équipe en 1937.

### Période soviétique
Le club est fondé officiellement le 3 avril 1936 sur une décision du Conseil de l'ensemble de l'Union sur la culture physique et les sports et est appelé Stakhanovets en référence à Alekseï Stakhanov, mineur dans la région de Donbass et vedette de la propagande soviétique. Stakhanovets signifie d'ailleurs "participant du mouvement stakhanoviste". Pour constituer son effectif, le club puise dans les effectifs du Dynamo Horlivka et du Dynamo Stalino. Le nouveau club dispute son premier match le 12 mai 1936 contre le Dynamo Odessa dans le cadre de la Coupe 1936 de la RSS d'Ukraine et s'incline 2-3.
Les débuts laborieux du club se confirment lors de son premier match en deuxième division soviétique, avec une défaite 1-4 contre le Dynamo Kazan. Toutefois, la direction du club travaille de manière efficace et le Stakhanovets monte progressivement en puissance à partir de la fin des années 1930.
Lors du championnat de 1941, le Sthakanovets bat le champion en titre du Dynamo Moscou et pointe à la cinquième place du classement général, avant que la compétition ne soit interrompue par l'attaque allemande contre l'Union soviétique. Le dernier match du club se jouera deux jours après le déclenchement de la guerre, face au Traktor Stalingrad.
Plusieurs joueurs du club seront envoyés au front lors de la Grande Guerre patriotique et y perdront la vie. Lorsque la guerre prend fin, le club ne compte plus que trois joueurs de l'équipe d'avant l'été 1941 : Georgiy Bikezin, Mykola Kuznetsov et Petro Yurchenko.
En juillet 1946, le club change de nom et devient le Chakhtior (Шахтёр, mineurs en russe) et le premier exploit sportif arrive en 1951 lorsque le club prend la troisième place du Championnat d'URSS.
Dans les années 1960, sous la direction de l'entraîneur Oleg Ochenkov, le club parvient trois fois consécutivement en finale de la Coupe d'URSS pour s'y imposer à deux reprises (1961 et 1962). Le club gagne alors le surnom de « l'équipe de Coupe ».
Il faut cependant attendre le milieu des années 1970 pour revoir le Chakhtior sur le devant de la scène avec une seconde place en Championnat en 1975 lui permettant de prendre part à la Coupe d'Europe. En 1978, c'est une troisième place du championnat que le club obtient. Il compte alors dans ses rangs Vitaliy Starukhlin - capitaine de l'équipe - désigné en 1979 meilleur joueur du championnat.
Au début des années 1980, le Chakhtior remporte deux nouvelles fois la Coupe d'URSS en 1980 et 1983 ainsi qu'une Supercoupe d'URSS en 1983 contre le Dnipro Dnipropetrovsk qui remporta le championnat d'URSS cette année-là.
Représentant l'Union soviétique dans les compétitions européennes depuis le milieu des années 1970, le Chakhtior atteint les quarts de finale de la Coupe des vainqueurs de coupe lors de l'édition 1983-1984, ses attaquants Viktor Hrachov et Serhiy N. Morozov étant les meilleurs buteurs du tournoi.
Parallèlement à ses bons résultats sportifs, le Chakhtior se distingue par le bon comportement de ses joueurs et de son public et obtient de nombreux prix pour son fair-play et sa sportivité.

### Période ukrainienne

#### Montée en puissance

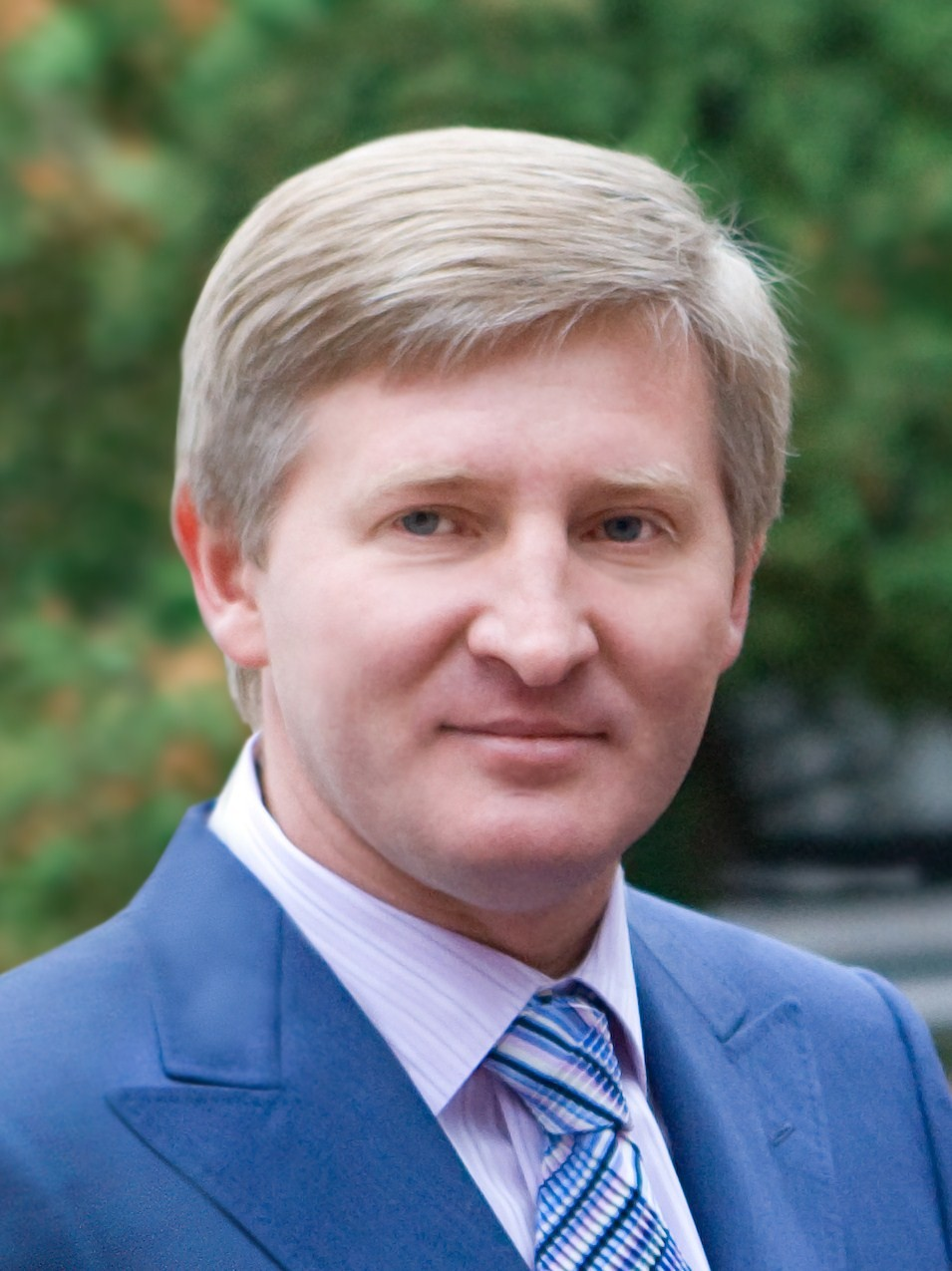
Rinat Akhmetov, à la tête du club depuis 1995, est un des hommes les plus riches d'Ukraine.

L'effondrement de l'Union soviétique à la fin de l'année 1991 bouleverse complètement le paysage du football en Europe de l'Est. À l'indépendance de l'Ukraine, le Chakhtior change de nom pour devenir le Chakhtar (Шахтар), car l'ukrainien remplace officiellement le russe bien que la région du Donbass soit majoritairement russophone.
Mais surtout, le club connaît une montée en puissance qui en fait le principal concurrent du Dynamo Kiev qui régnait sans opposition sur le football ukrainien jusque-là. Le Chakhtar est alors la propriété de Rinat Braghin, homme d'affaires et surtout figure connue du crime organisé ukrainien. Le 15 octobre 1995, les locaux affrontent le SC Tavriya Simferopol lorsqu'une bombe placée dans la tribune présidentielle explose, tuant Braghin et plusieurs de ses gardes du corps et blessant gravement une serveuse.
L'associé de Braghin, Rinat Akhmetov, rachète alors le club et en devient le nouveau président.
Depuis qu'il est à la tête du club, celui-ci n'a jamais terminé en dessous de la deuxième place du championnat national. Son objectif est maintenant de devenir un grand club européen, grâce au recrutement de joueurs venant d'Amérique du Sud comme les Brésiliens Brandão, Elano, Matuzalem, Fernandinho, Ilsinho, Willian, le Mexicain Nery Castillo ou le Bolivien Marcelo Moreno, de nombreux joueurs de l'Est comme le Croate Darijo Srna, le Roumain Razvan Rat ou le Tchèque Tomas Hübschman et des Africains Julius Aghahowa et Isaac Okoronkwo. Le recrutement de l'international italien Cristiano Lucarelli fut un échec. Enfin, de nombreux Ukrainiens du Chakhtar sont appelés en sélection.

#### Le triomphe européen de 2009

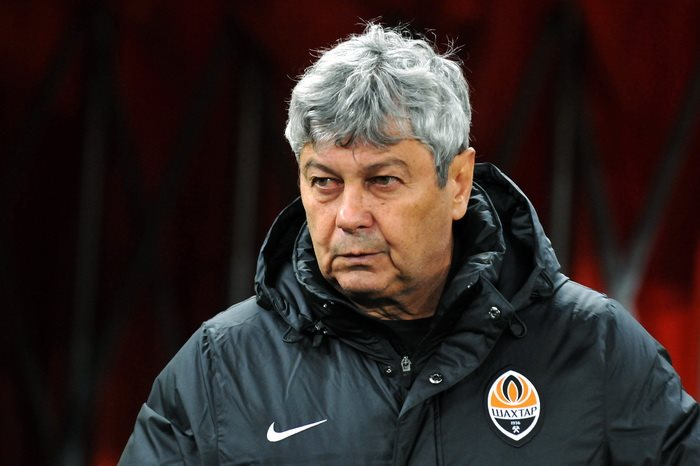
Entraîneur entre 2004 et 2016, Mircea Lucescu amène le club à une victoire en Coupe UEFA en 2009 ainsi qu'à huit titres de champion national.

En plus de ses succès sur la scène ukrainienne, le Chakhtar se révèle à l'Europe à la fin de la première décennie du XXIe siècle. Qualifié pour la Ligue des Champions 2008-2009, le Chakhtar est versé dans le groupe C avec FC Barcelone, le Sporting Portugal et le FC Bâle. Les Ukrainiens y connaissent une première phase catastrophique avec trois défaites en trois matchs : 1-2 à Bâle, 1-2 en recevant Barcelone et 0-1 à domicile contre le Sporting. Le quatrième match de groupe est à nouveau une défaite (0-1 à Lisbonne), avant que le Chakhtar ne se ressaisisse en s'imposant 5-0 face aux Suisse et, surtout, en s'imposant 2-3 au Camp Nou face aux Blaugrana pour leur dernier match. Ce succès inespéré permet aux Ukrainiens d'être repêché en Coupe UEFA en compagnie des Dynamo Kiev et Metalist Kharkiv.
En seizième de finale, le Chakhtar vient à bout de Tottenham (3-1 sur les deux matchs), du CSKA Moscou en huitième (2-1) et de l'Olympique de Marseille en quart (4-1). En demies, le Chakhtar retrouve son rival national du Dynamo Kiev pour une double confrontation particulièrement serrée. Le match aller se termine sur un nul (1-1) et, au retour, il faut attendre la 89e pour qu'Ilsinho n'envoie le Chalkhar à Istanbul (2-1 score du match, et 3-2 score cumulé) où se disputera la finale.
Le 20 mai 2009, les Ukrainiens se retrouvent face aux Allemands du Werder Brême au stade Şükrü Saracoğlu qui voit les deux équipes s'affronter pour la première fois en compétition. Le Chakhtar ouvre le score à la 25e minute par Luiz Adriano qui lobe Tim Wiese lors de leur face à face. À la 35e, le Werder hérite d'un coup franc dans l'axe et Naldo décoche une frappe que Pyatov détourne dans son propre but. Les deux équipes se neutralisent jusqu'à la fin du temps réglementaire et disputent les prolongations. À la 97e minute, Jadson reprend un centre de Srna venu du flanc droit et envoie une frappe que Wiese ne peut que freiner sans parvenir à la détourner et place les Ukrainiens aux commandes qu'ils ne lâcheront plus jusqu'au coup de sifflet final.

La Donbass Arena inaugurée en 2009 est l'un des stades les plus modernes d'Europe.

Sur le plan des infrastructures, le Chakhtar franchit également un cap majeur en inaugurant son nouveau stade après trois ans de construction. La Donbass Arena est un stade ultra-moderne classé 4 étoiles par l'UEFA et capable d'accueillir plus de 50 000 spectateurs. Cela en fait le deuxième plus gros stade d'Ukraine, derrière le stade olympique de Kiev qui compte plus de 70 000 places. La Donbass Arena et la modernisation du stade olympique de Kiev seront deux atouts majeurs dans l'attribution de l'Euro 2012 par l'Ukraine, en coopération avec la Pologne. Plusieurs matchs de l'Euro 2012 auront lieu à la Donbass Arena, dont la demi-finale entre le Portugal et l'Espagne.
Pendant la saison 2010-2011 de Ligue des Champions, le club finit premier de sa poule avec 15 points, devant Arsenal (12 points).
En 1/8 de finale, les Ukrainiens affrontent l'AS Rome et s'imposent 3-2 en Italie et 3-0 à domicile. C'est seulement la deuxième fois qu'un club de l'ex-URSS arrive en 1/4 de la Ligue des champions (après le FK CSKA Moscou la saison précédente). En 1/4 de finale, ils affrontent les Espagnols du FC Barcelone. Malgré une prestation correcte, le Chakhtar est sévèrement battu (5-1) au match aller. Lors du match retour, les Catalans s'imposent de nouveau (1-0), devenant ainsi le premier club à s'imposer à Donetsk en Ligue des champions.

#### Le séisme de la Guerre du Donbass de 2014
La saison 2013-2014 sera marquée par un neuvième sacre de champion d'Ukraine, auquel encore une fois les Brésiliens du club ont beaucoup contribué. Mais en parallèle, la campagne européenne sera très décevante en raison d'une élimination dès la phase de groupe de la Ligue des Champions, qui contenait Manchester United, le Bayer Leverkusen et la Real Sociedad. Reversé en Ligue Europa, le Chakthar se retrouve face au Viktoria Plzeň, un autre club reversé de Ligue des Champions. Les Ukrainiens parviennent à arracher le nul à Plzeň mais s'inclinent à la Donbass Arena sur le score de 2-1 et sont donc éliminés sur le score cumulé de 3-2.

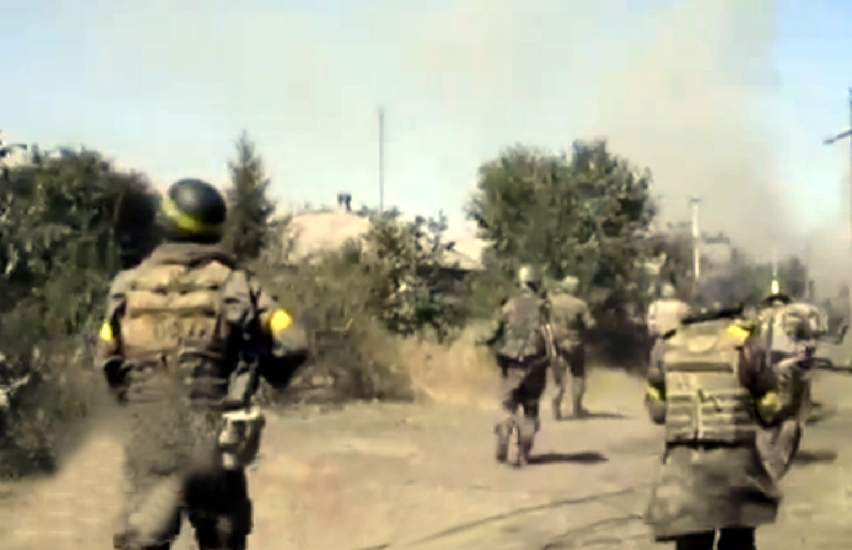
Des soldats ukrainiens dans le Donbass. La guerre depuis 2014 a complètement bouleversé le Chakhtar.

Mais c'est un événement géopolitique majeur qui va complètement bouleverser le club du Donbass : la révolution ukrainienne de 2014 qui finit par déboucher sur la guerre du Donbass à l'été 2014. Donetsk devient de facto la capitale de la république populaire de Donetsk et des combats sporadiques éclatent dans la ville qui est également ciblée par des bombardements de l'armée ukrainienne à partir de la fin du mois de mai.
Dès l'été 2014, le club est contraint de quitter Donetsk et évolue provisoirement à l'Arena Lviv non loin de la frontière polonaise. Ce déménagement ne va pas sans poser de gros soucis d'organisation, puisque les entraînements en semaine se déroulent à Kiev (où le club a rapatrié les joueurs et leurs familles), avant de prendre l'avion pour jouer dans le stade de Lviv le weekend. L'entraîneur Mircea Lucescu le reconnaissait : « C’est très difficile. On n’a pas assez de terrains d’entraînements, on n’a plus d’infrastructures permettant une récupération de haut niveau. On fait de notre mieux pour rester un club important en Ukraine et en Europe, mais ce n’est pas facile de jouer tous nos matchs comme à l’extérieur, sans nos supporters. »
Inquiets de la situation et notamment de la destruction du vol Malaysia Airlines MH17, plusieurs joueurs étrangers songent à quitter le club et refusent même de revenir en Ukraine en juillet 2014 après un match amical contre l'Olympique lyonnais à Annecy. Au cours du match, certains observateurs noteront la très grande nervosité de certains joueurs du Chakhtar, en particulier pour une rencontre sans réel enjeu. Les Ukrainiens s'inclinent d'ailleurs lourdement (4-1) et écopent de plusieurs cartons jaunes. Le président Rinat Akhmetov se montre dans un premier temps rassurant, avant de menacer les "déserteurs" de sanctions financières. L'entraîneur de l'équipe de l'époque accusera l'agent de joueurs Kia Joorabchian d'avoir  profité de la situation et convaincu les Sud-américains de quitter le Chakhtar en leur faisant miroiter une signature dans un autre club.
Fin 2016, le Chakhtar déménage dans le stade Metalist de Kharkiv jusqu'en mars 2020 et évolue depuis mai 2020 au stade olympique de Kiev. Le contrat court sur trois ans, soit jusqu'en été 2023.
Malgré le déménagement du club, certains joueurs emblématiques du club ont refusé de quitter la région en soutien au régime pro-russe en place. C'est le cas de l'ancien défenseur Viktor Zvyahintsev, de l'ancien gardien de but Yuriy Dehteryov et d'Ihor Petrov, ancien capitaine du club et de l'équipe nationale ukrainienne. L'ancien attaché de presse du Chakhtar décidera également de rester à Donetsk,. Désormais sans club, la Donbass Arena est reconvertie par Rinat Akhmetov en centre de distribution d'aide alimentaire pour la région, ce qui vaudra au stade le surnom "d'arène de la miséricorde". Mais les indépendantistes finissent par saisir le stade en 2017 et la Donbass Arena autrefois joyau du football ukrainien se dégrade inexorablement : pelouse jaunie, éclairage hors service, boutique du club vide...
Lorsqu'ils évoluaient encore au stade de Lviv, les joueurs du Chakhtar refuseront d'arborer l'inscription "Gloire à l'armée ukrainienne" sur leur maillot, une pratique alors courante pour les clubs du championnat ukrainien. 

#### Depuis l'été 2014
Malgré les difficultés liées au déménagement du club, le Chakhtar maintient son rang dans le championnat ukrainien en remportant quatre championnats de suite de 2016 à 2020.
Sur la scène européenne, le club réalise une bonne Ligue des Champions 2014-2015 en terminant deuxième de son groupe, l'attaquant Luiz Adriano se distinguant en marquant 5 buts en un seul match (contre le BATE Borisov) et 9 au total sur l'ensemble de la phase de groupe. Malgré tout, le Chakhtar perd deux joueurs cadres : Luiz Adriano rejoint l'AC Milan alors que Douglas Costa part au Bayern Munich.

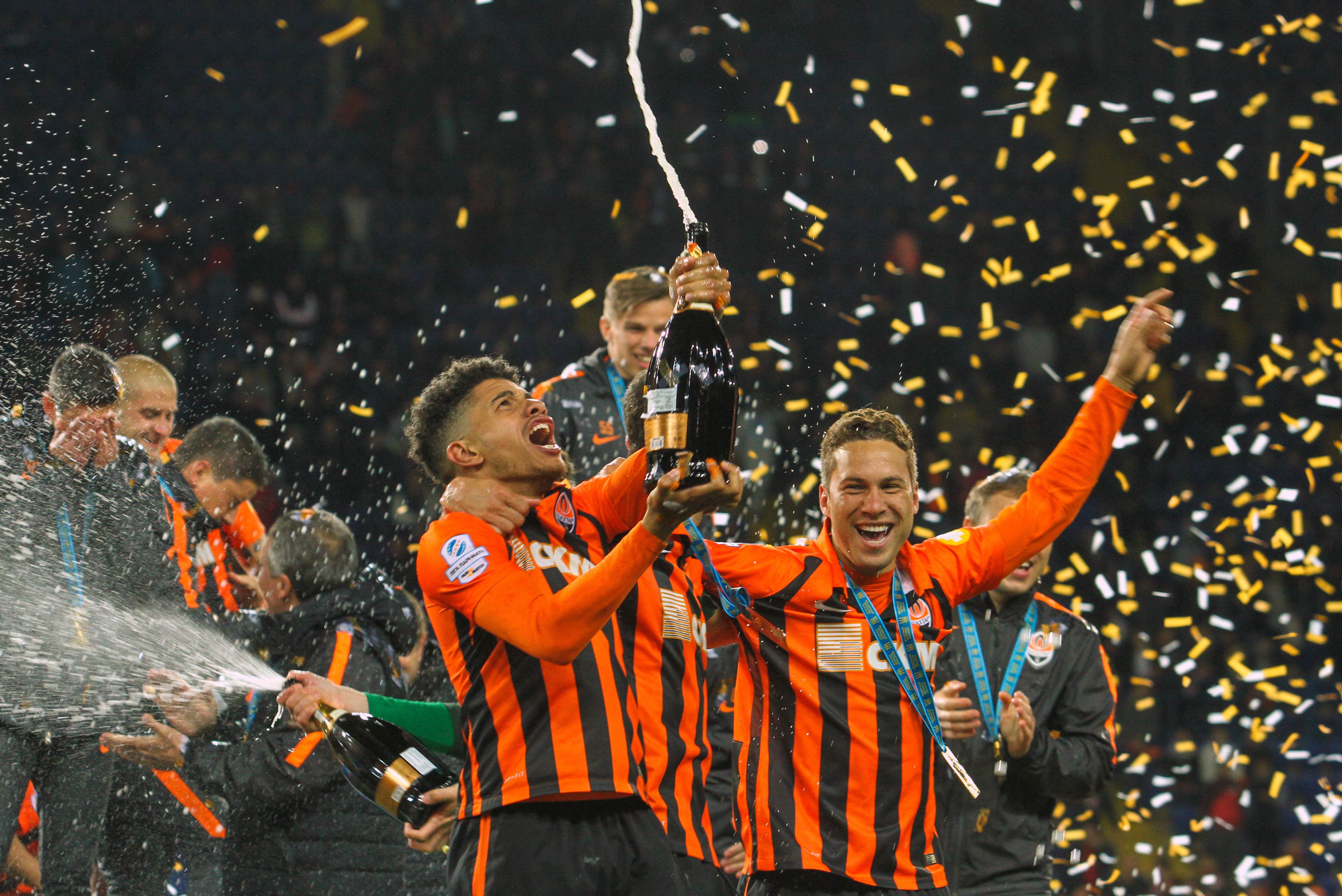
Les joueurs du Chakhtar célèbrent leur victoire en Coupe d'Ukraine contre le Dynamo Kiev le 17 mai 2017.

Pour la saison 2015-2016, le Chakhtar s'impose 3-0 face au Dynamo Kiev, un record dans le derby ukrainien  et au terme de la saison Marlos est élu meilleur joueur de la compétition. Mais le Chakhtar perd aussi Alex Teixeira, qui rejoint le club chinois de Jiangsu F.C. pour environ 50 millions d'euros, un record pour un transfert ukrainien. L'entraîneur Mircea Lucescu rejoint le Zénith Saint-Petersbourg et est remplacé par Paulo Fonseca, en provenance de Braga. En juin 2019, Fonseca rejoint l'A.S. Roma et est remplacé Luís Castro en provenance du Vitória de Guimarães.
Lors de l'Europa League 2019-2020, le Chakhtar atteint les demi-finales où il est éliminé par l'Inter Milan (5-0) à la Merkur Spiel-Arena de Düsseldorf. Du fait de la pandémie de Covid-19, le format de la compétition avait été adapté et les matchs aller-retour se jouaient sur une seule rencontre en terrain neutre. L'UEFA avait également veillé à ce que des équipes russes et ukrainiennes ne puissent pas être tirées dans un même groupe en raison de la situation politique.
Le 25 mai 2021, Luís Castro est remplacé par Roberto de Zerbi, qui entraînait l'U.S. Sassuolo. D'après les observateurs extérieurs, le technicien italien n'a pas tardé à imprimer son style sur l'équipe ukrainienne, avec un jeu davantage axé sur la possession de balle et davantage de prises de risques individuelles. Le Chakhtar est également reconnu comme une équipe au jeu collectif et offensif.

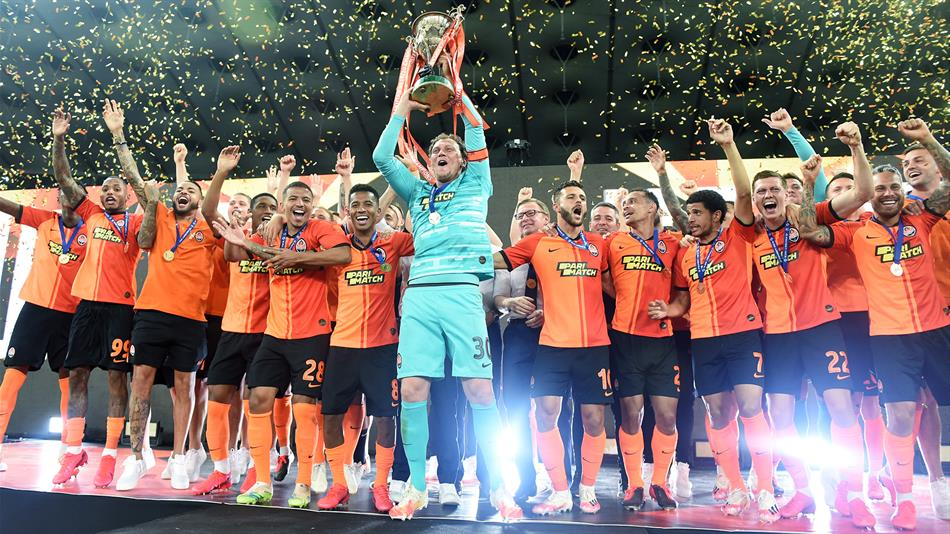
Le Chaktar remporte la Supercoupe d'Ukraine 2020-2021.

Qualifié pour la Ligue des Champions 2021-2022 après une double confrontation victorieuse contre l'AS Monaco, le Chakhtar est versé dans le groupe D avec le Real Madrid, l'Inter Milan et le Sheriff Tiraspol dont c'est la première participation à la compétition. Pour le premier match de groupe le 15 septembre, les Ukrainiens sont défaits 2-0 à la Bolshaya Sportivnaya Arena en Transnistrie. Si les hommes de De Zerbi dominent l'ensemble de la rencontre et se créent la plupart des occasions, ils sont pris en défaut sur des contre-attaques rapides conclues par Adama Traoré et Momo Yansané. La suite de la phase de groupe est extrêmement compliquée pour les hommes de De Zerbi qui, s'ils arrivent à arracher le nul vierge contre l'Inter Milan, sont écrasés à Madrid (5-0) pour leur troisième match. Les matches retour de la phase de groupe ne seront pas meilleurs : nouvelle défaite à domicile (1-2) contre le Real Madrid et une défaite à San Siro (2-0) qui scelle l'élimination des Ukrainiens de la compétition. Le dernier match en Ukraine contre le Sheriff se conclut sur un nul poussif (1-1) après une partie sans enjeu. Le Chakhtar termine dernier de son groupe avec deux points et n'accède pas à l'Europa League.
Très maigre consolation durant cette période, le 22 septembre 2021, le Chakhtar remporte la Supercoupe d'Ukraine en battant 3-0 le Dynamo Kiev grâce à un doublé de Lassina Traoré et un but de Alan Patrick.
Fin décembre 2021, le Chakhtar perd un joueur emblématique, puisque Marlos (Marlos Romero Bonfim) libre de tout contrat quitte le club. Arrivé en 2014 du Metalist Kharkiv, le Brésilien naturalisé Ukrainien aura joué 287 matches avec le club du Donbass.

#### L'invasion russe de l'Ukraine de février 2022

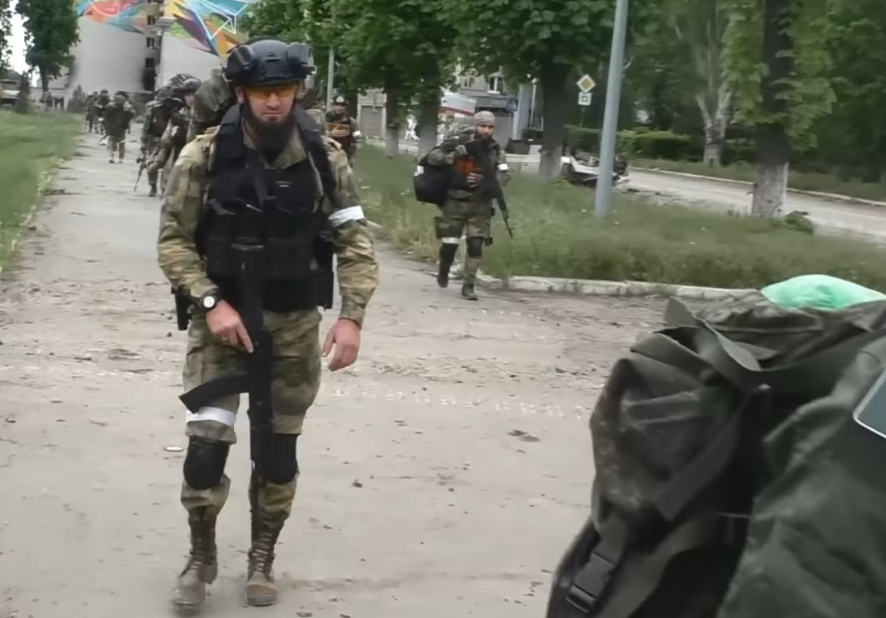
Le Chakhtar est rattrapé par la guerre en février 2022.

Alors que le Chakhtar était parvenu à se reconstituer à la suite de son départ de Donestk et à rester une équipe de pointe du championnat ukrainien, il est de nouveau rattrapé par la crise russo-ukrainienne. Après une crise diplomatique de plusieurs mois, l'armée russe lance une invasion de la totalité du territoire ukrainien le 24 février 2022 et, en quelques jours, atteint la périphérie de Kiev.
Alors que les joueurs ukrainiens, comme tous les hommes de 18 à 60 ans, sont légalement obligés de rester en Ukraine, les étrangers et leurs familles et l'entraîneur et son staff technique tentent de quitter le pays. Réfugiés dans l'hôtel Opéra qui sert de camp de base au club dans le centre de la capitale, ils lancent un appel à l'aide via une vidéo publiée sur internet :  « Les frontières sont fermées, les banques, il n’y a pas de carburant, il n’y aura pas de nourriture, pas d’argent. Nous sommes réunis en attendant un plan pour quitter l’Ukraine. » explique Junior Moraes. Les conditions de vie se dégradent alors que les combats se rapprochent et que les provisions commencent à manquer.
Le club se démène toutefois et est rejoint dans ses efforts par l'UEFA et la FIFPro. Le groupe parvient finalement à quitter l'hôtel sous escorte, accrochant des drapeaux de leur pays aux vitres de leurs véhicules pour éviter d'être pris pour cible et rejoint la gare de Kiev. Après 16 heures de route, le convoi atteint Chernivtsi au sud-ouest de l’Ukraine et, après avoir transité par Chișinău, les joueurs ont rallié Bucarest dans un bus affrété par la fédération roumaine de football,.
Les membres étrangers du staff dont l'entraîneur ont de leur côté finalement réussi à rejoindre Lviv avant de prendre un avion pour rejoindre l'Italie.
Étant donné la situation exceptionnelle affectant le football ukrainien, la FIFA permet aux joueurs évoluant dans ce championnat de rejoindre le club de leur choix en dehors de la période des transferts. Plusieurs joueurs du Chakhtar sont ainsi convoités et évolueront probablement dans un nouveau club. Cette décision sera contestée par le club qui attaquera la FIFA en justice pour réclamer 40 millions d'euros de dédommagement, plusieurs joueurs ayant finalement quitté le club gratuitement. Le Chakhtar engagera également des poursuites contre l'Olympique lyonnais qui avait prêté l'attaquant Tetê à Leicester City FC alors que le joueur était toujours sous contrat avec le club ukrainien.  
Le 4 mars 2022, le directeur du club Serhiy Palkin fait savoir  qu'un entraîneur de son académie a été tué la veille « par l'impact d'un fragment de balle russe ». Dans son message sur Facebook, le dirigeant fustige la passivité de la population russe face à la guerre. « Russie, vous tuez les Ukrainiens. Arrêtez cette folie ! Ne soyez pas silencieux, parlez ! Sinon ce sera votre défaite personnelle. Une défaite dont toutes les générations à venir se souviendront. Une défaite qui ne peut être effacée de l'histoire mondiale. Et chacun de vous sera coupable et responsable des crimes commis. »

#### Depuis février 2022
Suite à l'invasion du pays, le championnat national est logiquement annulé. La Ligue ukrainienne de football arrête le classement final au 24 février 2022 et aucun titre n'est décerné. À ce moment, le Chakhtar mène la compétition avec 47 points contre 45 pour le Dynamo Kiev. En Ligue des Champions où il est versé dans le groupe D avec le Real Madrid, l'Inter Milan et le Sheriff Tiraspol, le Chakhtar n'arrive pas à faire illusion, terminant dernier avec seulement deux points.  

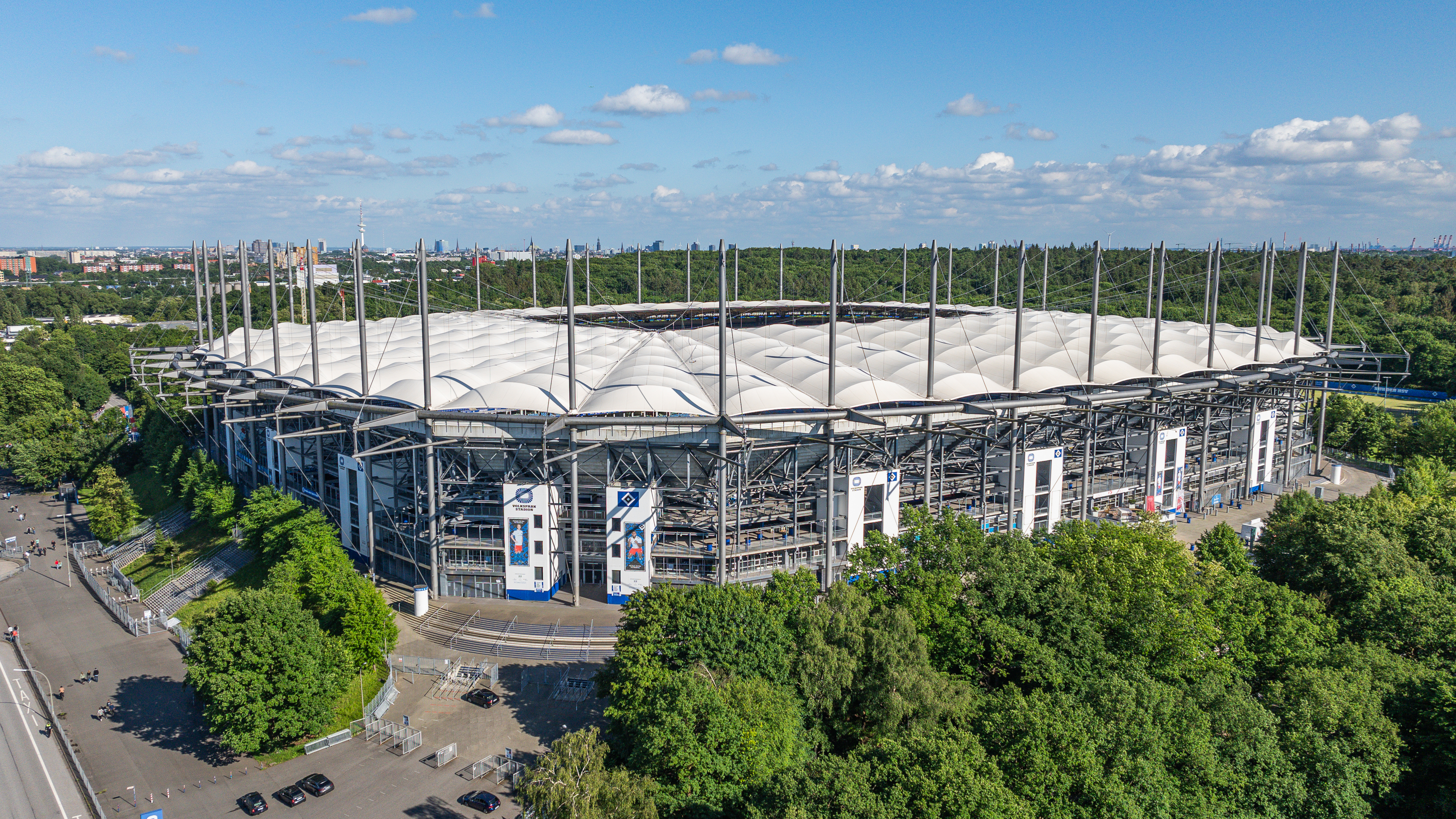
Le Volksparkstadion de Hambourg accueille les matches européens du Chakhtar Donetsk en 2023.

Le nouveau championnat 2022-2023 porte les traces de la guerre : le Desna Tchernihiv et le FK Marioupol sont forfaits et remplacés par des clubs de deuxième division, les stades sont vides et les joueurs doivent se réfugier dans des abris en cas d'alerte. Malgré ce climat étouffant, le Chakhtar remporte le titre devant le SK Dnipro-1 alors que le Dynamo Kiev termine seulement quatrième. Toujours qualifié pour la phase finale de la Ligue des Champions, le Chakhtar hérite du groupe F avec encore le Real Madrid, le RB Leipzig et le Celtic FC. Les Ukrainiens se mettent en valeur lors de la quatrième rencontre où ils arrachent le nul (1-1) contre le club espagnol, mais s'inclinent lors de la dernière journée face au RB Leipzig ce qui les relègue en Europa League. Dans cette compétition, le Chaktar affronte le Stade rennais FC en barrage de la phase à élimination directe : après un partage à l'issue des deux matches, le club du Donbass se qualifie aux tirs-au-but. Mais le parcours s'arrête dès les huitièmes de finale ; si les Ukrainiens arrachent le nul au match aller (1-1), ils sont submergés au retour (1-7) par le Feyenoord Rotterdam.   
Pour ses matches européens en 2023, le Chakhtar évolue au Volksparkstadion de Hambourg, la ville abritant une très importante communauté de réfugiés ukrainiens. Le stade de Hambourg offre en effet l'avantage d'être particulièrement moderne et vaste alors que le club local évolue alors en deuxième division, libérant les installations pour les matches en semaine. Néanmoins, les joueurs et le staff doivent effectuer les trajets par voies terrestres, le survol du territoire ukrainien étant interdit. « Vu que le survol aérien du pays est interdit à cause de la guerre, tous nos trajets se font en bus ou en train : pour certains matches de championnat, nous avons 11 heures de voyage… » explique alors Oleg Barkov, membre de la cellule médias du club. La guerre a également un impact direct sur la vie des joueurs, comme lorsque le gardien Dmytro Riznyk perd son frère, tué sur le front à l'été 2023.   
Le club participe également à l'effort de guerre ukrainien en organisant des matches de charité pour collecter des fonds, en menant des campagnes humanitaires, en prenant en charge des réfugiés et des blessés.  Lors de la vente de Mikhaïlo Mudryk pour 70 millions d'euros au Chelsea FC début 2023, Rinat Akhmetov verse 25 millions d’euros pour soutenir les soldats qui ont défendu l'aciérie d'Azovstal durant le siège du complexe. Vers octobre 2022, le Chakhtar Donetsk demande l'exclusion de l'Iran de la Coupe du Monde 2022 dont la Russie était déjà bannie depuis plusieurs mois. Dans sa requête, le club du Donbass va valoir que du matériel iranien comme des drones et des missiles est utilisé par la Russie contre les villes ukrainiennes.      

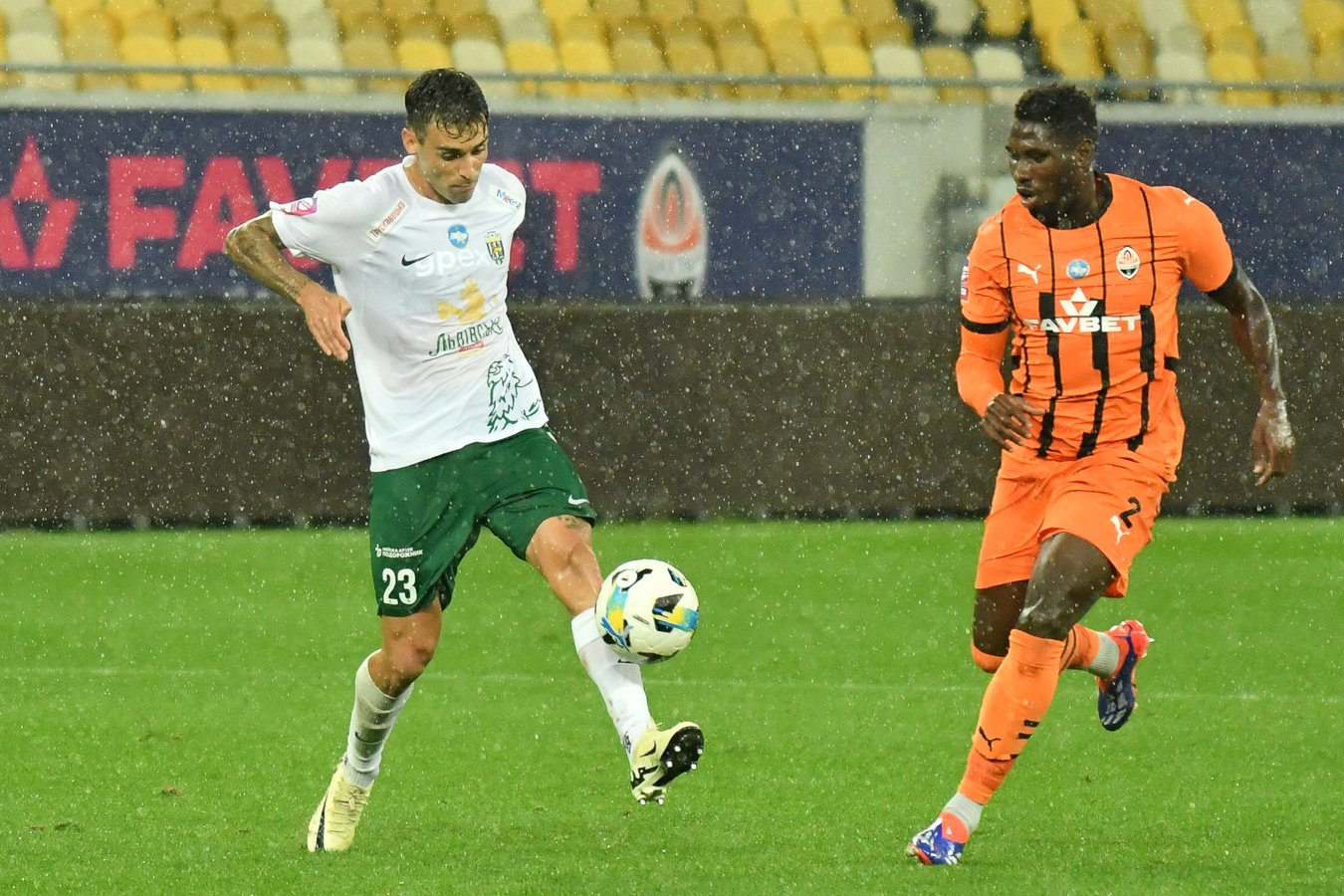
Le Chakhtar Donetsk face au FC Karpaty Lviv en septembre 2024.

Le Chakhtar Donetsk remporte un deuxième championnat consécutif en gagnant le championnat ukrainien 2023-2024 d'une courte tête devant le Dynamo Kiev avec 71 points contre 69 pour son rival. En mai 2024, le Chakhtar réalise le doublé en remportant la Coupe d'Ukraine en battant le Vorskla Poltava (2-1) grâce à des buts de Danylo Sikan et Yukhym Konoplya. En revanche, le parcours européens des Ukrainiens est beaucoup plus difficile. En Ligue des Champions, le Chakhtar est versé dans le groupe H avec le FC Barcelone, le FC Porto et le Royal Antwerp FC où il parvient à accrocher une troisième place, synonyme de relégation en barrages de la phase à élimination directe de l'Europa League. Face à l'Olympique de Marseille, les Ukrainiens accrochent le nul (2-2) à l'aller, mais s'inclinent au retour (1-3), scellant leur aventure européenne.     
Pour les compétitions européennes de 2024-2025, le Chaktar évolue désormais à la Veltins Arena de Schalke 04, alors embourbé en deuxième division allemande.     
Le championnat 2024-2025 sera particulièrement difficile, puisque le Chaktar termine seulement troisième, une première depuis le début du XXIe, cédant le titre au Dynamo Kiev et la deuxième place au FK Oleksandria. Le club du Donbass se console en remportant la Coupe d'Ukraine face au Dynamo Kiev (6-5 aux tirs-au-but) et en se qualifiant pour la Ligue Europa 2025-2026. Confrontés au premier tour aux Finlandais du Tampereen Ilves, les Ukrainiens ne font pas dans le détail en s'imposant 6-0 sur l'ensemble des deux matches.      
En mai 2025, le club recrute Arda Turan comme nouvel entraîneur à la place de Marino Pušić. Ancien international turc, il a contribué en tant qu'entraîneur à faire monter Eyüpspor en première division lors du championnat 2023-2024 avant de terminer sixième l'année suivante. L'arrivée du technicien turc s'accompagne d'un changement de philosophie dans le jeu du Shakhtar, avec un 4-3-3 très offensif qui tranche avec le style défensif de son prédécesseur. Lors du deuxième tour des barrages de l'Europa League, le club ukrainien domine largement le Beşiktaş JK en s'imposant 6-2 sur l'ensemble des deux rencontres.

## Historique du logo

Stakhanovets (1936-1946)
1946
Années 1960
1989-1997
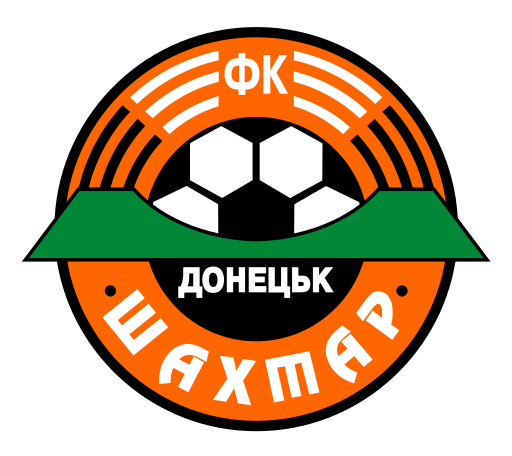
1997-2007
depuis 2007

## Bilan sportif

### Palmarès
| Compétitions ukrainiennes | Compétitions internationales                                                           | Compétitions soviétiques |
| --- | -------------------------------------------------------------------------------------- | --- |
| - Championnat d'Ukraine (15) : - Champion : 2001-02, 2004-05, 2005-06, 2007-08, 2009-10, 2010-11, 2011-12, 2012-13, 2013-14, 2016-17, 2017-18, 2018-19, 2019-20, 2022-23 et 2023-24. - Vice-champion : 1993-94, 1996-97, 1997-98, 1998-99, 1999-00, 2000-01, 2002-03, 2003-04, 2006-07, 2008-09, 2014-15, 2015-16 et 2020-21. - Coupe d'Ukraine (15) : - Vainqueur : 1994-95, 1996-97, 2000-01, 2001-02, 2003-04, 2007-08, 2010-11, 2011-12, 2012-13, 2015-16, 2016-17, 2017-18, 2018-19, 2023-24 et 2024-25. - Finaliste : 2002-03, 2004-05, 2006-07, 2008-09, 2013-14 et 2014-15. - Supercoupe d'Ukraine (9) : - Vainqueur : 2005, 2008, 2010, 2012, 2013, 2014, 2015, 2017 et 2021. - Finaliste : 2004, 2006, 2007, 2011, 2016, 2018, 2019 et 2020. | - Coupe UEFA (1) : - Vainqueur : 2008-09. - Supercoupe de l'UEFA : - Finaliste : 2009. | - Championnat d'Union soviétique : - Vice-champion : 1975 et 1979. - Coupe d'Union soviétique (4) : - Vainqueur : 1961, 1962, 1980 et 1983. - Finaliste : 1963, 1978, 1984-85, 1985-86. - Supercoupe d'Union soviétique (1) : - Vainqueur : 1983. - Finaliste : 1980 et 1985. - Championnat d'Union soviétique D2 (1) : - Champion : 1954. |

### Classements en championnat
La frise ci-dessous résume les classements successifs du club en championnat d'Union soviétique.
La frise ci-dessous résume les classements successifs du club en championnat d'Ukraine.

### Bilan par saison
Légende
- Vainqueur de la compétition
- Vice-champion ou finaliste de la compétition
- Troisième de la compétition

| Saison    | Championnat | Championnat | Championnat | Championnat | Championnat | Championnat | Championnat | Championnat | Championnat | Championnat | Coupe d'Ukraine     | Supercoupe d'Ukraine | Coupe d'Europe | Coupe d'Europe      |
| Saison    | Division    | Pos         | Pts         | J           | V           | N           | D           | BP          | BC          | Diff        | Coupe d'Ukraine     | Supercoupe d'Ukraine | C              | Résultat            |
| --------- | ----------- | ----------- | ----------- | ----------- | ----------- | ----------- | ----------- | ----------- | ----------- | ----------- | ------------------- | -------------------- | -------------- | ------------------- |
| 1992      | 1re         | 4e          | 26          | 18          | 10          | 6           | 2           | 31          | 10          | +21         | Demi-finales        | —                    | —              | —                   |
| 1992-1993 | 1re         | 4e          | 34          | 30          | 11          | 12          | 7           | 44          | 32          | +12         | Seizièmes de finale | —                    | —              | —                   |
| 1993-1994 | 1re         | 2e          | 49          | 34          | 20          | 9           | 5           | 64          | 32          | +32         | Huitièmes de finale | —                    | —              | —                   |
| 1994-1995 | 1re         | 4e          | 62          | 34          | 18          | 8           | 8           | 52          | 29          | +23         | Vainqueur           | —                    | C3             | Tour préliminaire   |
| 1995-1996 | 1re         | 10e         | 45          | 34          | 13          | 6           | 15          | 44          | 43          | +1          | Demi-finales        | —                    | C2             | Premier tour        |
| 1996-1997 | 1re         | 2e          | 62          | 30          | 19          | 5           | 6           | 72          | 28          | +44         | Vainqueur           | —                    | CI             | Phase de groupes    |
| 1997-1998 | 1re         | 2e          | 67          | 30          | 20          | 7           | 3           | 61          | 25          | +36         | Huitièmes de finale | —                    | C2             | Deuxième tour       |
| 1998-1999 | 1re         | 2e          | 65          | 30          | 20          | 5           | 5           | 70          | 25          | +45         | Demi-finales        | —                    | C3             | Deuxième tour Q     |
| 1999-2000 | 1re         | 2e          | 66          | 30          | 21          | 3           | 6           | 60          | 16          | +44         | Quarts de finale    | —                    | C3             | Premier tour        |
| 2000-2001 | 1re         | 2e          | 63          | 26          | 19          | 6           | 1           | 71          | 21          | +50         | Vainqueur           | —                    | C1             | Phase de groupes    |
| 2000-2001 | 1re         | 2e          | 63          | 26          | 19          | 6           | 1           | 71          | 21          | +50         | Vainqueur           | —                    | C3             | Troisième tour      |
| 2001-2002 | 1re         | 1er         | 66          | 26          | 20          | 6           | 0           | 49          | 10          | +39         | Vainqueur           | —                    | C1             | Troisième tour Q    |
| 2001-2002 | 1re         | 1er         | 66          | 26          | 20          | 6           | 0           | 49          | 10          | +39         | Vainqueur           | —                    | C3             | Premier tour        |
| 2002-2003 | 1re         | 2e          | 70          | 30          | 22          | 4           | 4           | 61          | 24          | +37         | Finale              | —                    | C1             | Troisième tour Q    |
| 2002-2003 | 1re         | 2e          | 70          | 30          | 22          | 4           | 4           | 61          | 24          | +37         | Finale              | —                    | C3             | Premier tour        |
| 2003-2004 | 1re         | 2e          | 70          | 30          | 22          | 4           | 4           | 62          | 19          | +43         | Vainqueur           | —                    | C1             | Troisième tour Q    |
| 2003-2004 | 1re         | 2e          | 70          | 30          | 22          | 4           | 4           | 62          | 19          | +43         | Vainqueur           | —                    | C3             | Premier tour        |
| 2004-2005 | 1re         | 1er         | 80          | 30          | 26          | 2           | 2           | 63          | 19          | +44         | Finale              | Finale               | C1             | Phase de groupes    |
| 2004-2005 | 1re         | 1er         | 80          | 30          | 26          | 2           | 2           | 63          | 19          | +44         | Finale              | Finale               | C3             | Huitièmes de finale |
| 2005-2006 | 1re         | 1er         | 75          | 30          | 23          | 6           | 1           | 64          | 14          | +50         | Huitièmes de finale | Vainqueur            | C1             | Troisième tour Q    |
| 2005-2006 | 1re         | 1er         | 75          | 30          | 23          | 6           | 1           | 64          | 14          | +50         | Huitièmes de finale | Vainqueur            | C3             | Seizièmes de finale |
| 2006-2007 | 1re         | 2e          | 63          | 30          | 19          | 6           | 5           | 57          | 20          | +37         | Finale              | Finale               | C1             | Phase de groupes    |
| 2006-2007 | 1re         | 2e          | 63          | 30          | 19          | 6           | 5           | 57          | 20          | +37         | Finale              | Finale               | C3             | Huitièmes de finale |
| 2007-2008 | 1re         | 1er         | 74          | 30          | 24          | 2           | 4           | 75          | 24          | +51         | Vainqueur           | Finale               | C1             | Phase de groupes    |
| 2008-2009 | 1re         | 2e          | 64          | 30          | 19          | 7           | 4           | 47          | 16          | +31         | Finale              | Vainqueur            | C1             | Phase de groupes    |
| 2008-2009 | 1re         | 2e          | 64          | 30          | 19          | 7           | 4           | 47          | 16          | +31         | Finale              | Vainqueur            | C3             | Vainqueur           |
| 2009-2010 | 1re         | 1er         | 77          | 30          | 24          | 5           | 1           | 62          | 18          | +44         | Demi-finales        | —                    | C1             | Troisième tour Q    |
| 2009-2010 | 1re         | 1er         | 77          | 30          | 24          | 5           | 1           | 62          | 18          | +44         | Demi-finales        | —                    | C3             | Seizièmes de finale |
| 2010-2011 | 1re         | 1er         | 72          | 30          | 23          | 3           | 4           | 53          | 16          | +37         | Vainqueur           | Vainqueur            | C1             | Quarts de finale    |
| 2011-2012 | 1re         | 1er         | 79          | 30          | 25          | 4           | 1           | 80          | 18          | +62         | Vainqueur           | Finale               | C1             | Phase de groupes    |
| 2012-2013 | 1re         | 1er         | 79          | 30          | 25          | 4           | 1           | 82          | 18          | +64         | Vainqueur           | Vainqueur            | C1             | Huitièmes de finale |
| 2013-2014 | 1re         | 1er         | 65          | 28          | 21          | 2           | 5           | 62          | 23          | +39         | Finale              | Vainqueur            | C1             | Phase de groupes    |
| 2013-2014 | 1re         | 1er         | 65          | 28          | 21          | 2           | 5           | 62          | 23          | +39         | Finale              | Vainqueur            | C3             | Seizièmes de finale |
| 2014-2015 | 1re         | 2e          | 56          | 26          | 17          | 5           | 4           | 71          | 21          | +50         | Finale              | Vainqueur            | C1             | Huitièmes de finale |
| 2015-2016 | 1re         | 2e          | 63          | 26          | 20          | 3           | 3           | 76          | 25          | +51         | Vainqueur           | Vainqueur            | C1             | Phase de groupes    |
| 2015-2016 | 1re         | 2e          | 63          | 26          | 20          | 3           | 3           | 76          | 25          | +51         | Vainqueur           | Vainqueur            | C3             | Demi-finales        |
| 2016-2017 | 1re         | 1er         | 80          | 32          | 25          | 5           | 2           | 66          | 24          | +42         | Vainqueur           | Finale               | C1             | Troisième tour Q    |
| 2016-2017 | 1re         | 1er         | 80          | 32          | 25          | 5           | 2           | 66          | 24          | +42         | Vainqueur           | Finale               | C3             | Seizièmes de finale |
| 2017-2018 | 1re         | 1er         | 75          | 32          | 24          | 3           | 5           | 71          | 24          | +47         | Vainqueur           | Vainqueur            | C1             | Huitièmes de finale |
| 2018-2019 | 1re         | 1er         | 83          | 32          | 26          | 5           | 1           | 73          | 11          | +62         | Vainqueur           | Finale               | C1             | Phase de groupes    |
| 2018-2019 | 1re         | 1er         | 83          | 32          | 26          | 5           | 1           | 73          | 11          | +62         | Vainqueur           | Finale               | C3             | Huitièmes de finale |
| 2019-2020 | 1re         | 1er         | 82          | 32          | 26          | 4           | 2           | 80          | 26          | +54         | Huitièmes de finale | Finale               | C1             | Phase de groupes    |
| 2019-2020 | 1re         | 1er         | 82          | 32          | 26          | 4           | 2           | 80          | 26          | +54         | Huitièmes de finale | Finale               | C3             | Demi-finales        |
| 2020-2021 | 1re         | 2e          | 54          | 26          | 16          | 6           | 4           | 54          | 19          | +35         | Quarts de finale    | Finale               | C1             | Phase de groupes    |
| 2020-2021 | 1re         | 2e          | 54          | 26          | 16          | 6           | 4           | 54          | 19          | +35         | Quarts de finale    | Finale               | C3             | Huitièmes de finale |
| 2021-2022 | 1re         | 1er         | 47          | 18          | 15          | 2           | 1           | 49          | 10          | +39         | Annulée             | Vainqueur            | C1             | Phase de groupes    |
| 2022-2023 | 1re         | 1er         | 72          | 30          | 22          | 6           | 2           | 69          | 21          | +48         | —                   | —                    | C1             | Phase de groupes    |
| 2022-2023 | 1re         | 1er         | 72          | 30          | 22          | 6           | 2           | 69          | 21          | +48         | —                   | —                    | C3             | Huitièmes de finale |

### Bilan européen
| Compétition              | Titres | P  | M   | V   | N  | D   | BP  | BC  | Diff. |
| ------------------------ | ------ | -- | --- | --- | -- | --- | --- | --- | ----- |
| Ligue des champions (C1) | -      | 25 | 137 | 64  | 37 | 66  | 229 | 256 | -27   |
| Coupe des coupes (C2)    | -      | 4  | 18  | 8   | 5  | 5   | 32  | 24  | +8    |
| Ligue Europa (C3)        | 1      | 23 | 100 | 53  | 16 | 31  | 166 | 130 | +36   |
| Coupe Intertoto          | -      | 1  | 4   | 1   | 1  | 2   | 5   | 8   | -3    |
| Supercoupe de l'UEFA     | -      | 1  | 1   | 0   | 0  | 1   | 0   | 1   | -1    |
| Total                    | 1      | 54 | 289 | 125 | 60 | 104 | 435 | 420 | +15   |

## Personnalités du club

### Présidents du club
- Ivan Haivoronskyi (1989 - 1994)
- Akhat Bragine (1992 - 1995)
- Rinat Akhmetov (1996 - )

### Entraîneurs du club
La liste suivante présente les différents entraîneurs du club depuis 1936.
- Nikolaï Naumov (1936-1937)
- Vassili Borisenko (janvier 1938-août 1938)
- Grigori Arkhangelski (ru) (août 1938-juillet 1939)
- Abram Dangoulov (ru) (juillet 1939-1941)
- Nikolaï Kouznetsov (ru) (1944-1945)
- Alekseï Kostylev (en) (juillet 1946-1948)
- Gueorgui Mazanov (ru) (mars 1949-décembre 1949)
- Viktor Novikov (ru) (1950-1951)
- Konstantin Kvachnine (en) (1952)
- Oleksandr Ponomarov (1953-juin 1956)
- Vassili Iermilov (ru) (juin 1956-1957)
- Abram Dangoulov (ru) (1958)
- Viktor Novikov (ru) (janvier 1959-septembre 1959)
- Konstantin Chtchegotski (en) (septembre 1959-mai 1960)
- Oleg Ochenkov (juin 1960-octobre 1969)
- Youri Voïnov (octobre 1969-juillet 1970)
- Artiom Falian (en) (juillet 1970-juillet 1971)
- Nikolaï Morozov (juillet 1971-décembre 1971)
- Oleh Bazylevych (en) (1972-1973)
- Iouri Zakharov (ru) (janvier 1974-août 1974)
- Vladimir Salkov (en) (août 1974-1978)
- Viktor Nosov (en) (1979-1985)
- Oleh Bazylevych (en) (1986)
- Anatoli Konkov (1987-juin 1989)
- Valeriy Yaremchenko (en) (juin 1989-1994)
- Vladimir Salkov (en) (janvier 1995-août 1995)
- Valeriy Rudakov (en) (septembre 1995-juin 1996)
- Valeriy Yaremchenko (en) (juillet 1996-mars 1999)
- Anatoli Bychovets (avril 1999-octobre 1999)
- Oleksiy Drozdenko (ru) (octobre 1999-novembre 1999)
- Viktor Prokopenko (novembre 1999-octobre 2001)
- Valeriy Yaremchenko (en) (intérim) (octobre 2001-janvier 2002)
- Nevio Scala (janvier 2002-septembre 2002)
- Valeriy Yaremchenko (en) (septembre 2002-juin 2003)
- Bernd Schuster (juin 2003-mai 2004)
- Viktor Prokopenko (mai 2004)
- Mircea Lucescu (mai 2004-mai 2016)
- Paulo Fonseca (juin 2016-juin 2019)
- Luís Castro (juin 2019-mai 2021)
- Roberto De Zerbi (mai 2021-juillet 2022)
- Igor Jovičević (juillet 2022-juin 2023)
- Patrick van Leeuwen (en) (juillet 2023-octobre 2023)
- Darijo Srna (octobre 2023)
- Marino Pušić (en) (octobre 2023-mai 2025)
- Arda Turan (depuis mai 2025)

### Effectif professionnel actuel
En grisé, les sélections de joueurs internationaux chez les jeunes mais n'ayant jamais été appelés aux échelons supérieurs une fois l'âge-limite dépassé ou les joueurs ayant pris leur retraite internationale.

### Joueurs emblématiques

#### Distinctions individuelles

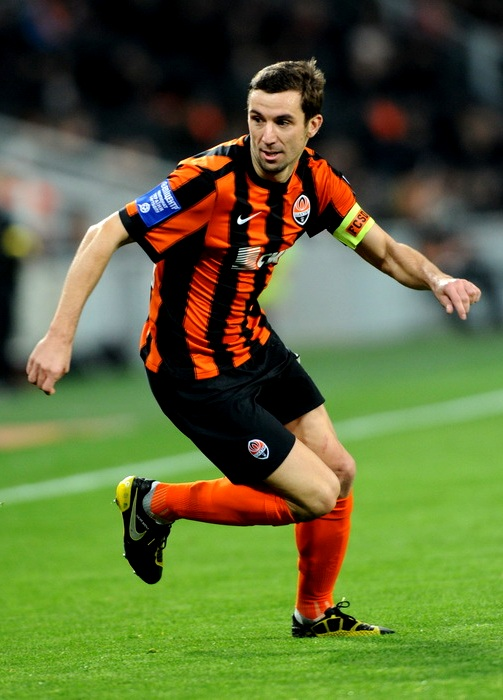
Avec 536 apparitions entre 2003 et 2018, Darijo Srna est le joueur le plus capé de l'histoire du club.

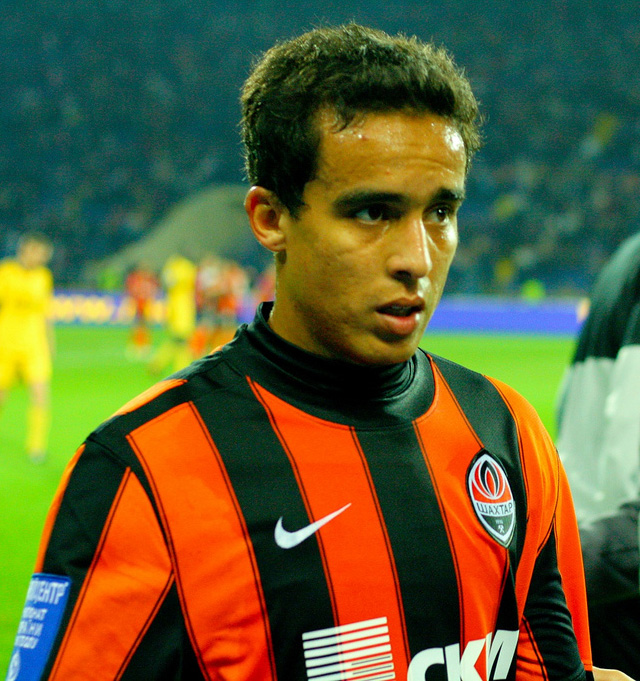
Auteur du but de la victoire lors de la finale de la Coupe UEFA en 2009, Jádson est considéré comme une légende du Chakhtar.

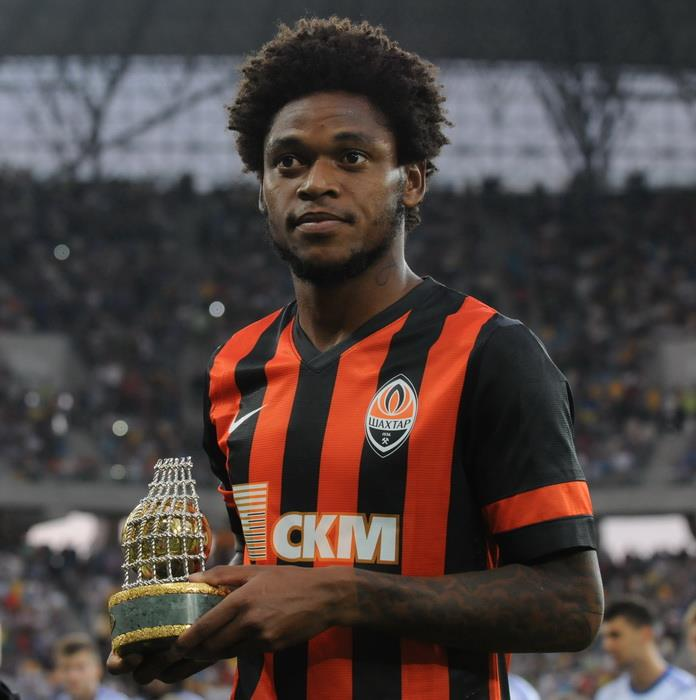
Luiz Adriano est le meilleur buteur de l'histoire du club avec 128 buts inscrits entre 2007 et 2015.

Cette liste réunit les neuf joueurs désignés comme « légendes du club » sur le site officiel, ainsi que ceux ayant obtenu des distinctions individuelles notables durant leur passage au club.
| Nom                 | Période au club               | Performances |
| ------------------- | ----------------------------- | --- |
| Oleksandr Ponomarov | 1936 1951-1952                | Footballeur ukrainien de l'année en 1951. |
| Viktor Fomin        | 1949-1953                     | Footballeur ukrainien de l'année en 1950. |
| Yuriy Dehteryov     | 1965-1983                     | Légende du club. Gardien de but soviétique de l'année en 1977. Équipe-type du championnat soviétique en 1977.                                            |
| Viktor Zvyahintsev  | 1968-1970 1973-1975 1977-1980 | Équipe-type du championnat soviétique en 1975. |
| Vitali Staroukhine  | 1973-1981                     | Légende du club. Footballeur soviétique de l'année en 1979. Footballeur ukrainien de l'année en 1979. Meilleur buteur du championnat soviétique en 1979. |
| Mykhaylo Sokolovsky | 1974-1987                     | Légende du club. |
| Serhiy Morozov      | 1979-1986                     | Meilleur buteur de la Coupe des coupes en 1984. |
| Viktor Hratchov     | 1980-1981 1982-1990 1994-1995 | Meilleur buteur de la Coupe des coupes en 1984. |
| Serhiy Yashchenko   | 1982-1995                     | Légende du club. |
| Andreï Kanchelskis  | 1990-1991                     | Équipe-type du championnat soviétique en 1990. |
| Oleh Matveyev       | 1992-1995 1996-2000           | Meilleur buteur du championnat ukrainien en 1997. |
| Andriy Vorobey      | 1995-2007                     | Légende du club. Meilleur joueur du championnat ukrainien selon le journal Komanda en 2000. Meilleur buteur du championnat ukrainien en 2001.            |
| Anatoliy Tymoshchuk | 1998-2007                     | Footballeur ukrainien de l'année en 2002, 2006 et 2007. Meilleur joueur du championnat ukrainien selon le journal Komanda en 2002.                       |
| Mariusz Lewandowski | 2001-2010                     | Footballeur polonais de l'année en 2009. Meilleur joueur du championnat ukrainien selon le journal Komanda en 2002.                                      |
| Brandão             | 2002-2009                     | Meilleur buteur du championnat ukrainien en 2006. |
| Darijo Srna         | 2003-2018                     | Légende du club. Joueur le plus capé de l'histoire du club (536 matchs)                                                                                  |
| Jádson              | 2005-2012                     | Légende du club. |
| Yevhen Seleznyov    | 2006-2009 2011-2012 2016      | Meilleur buteur du championnat ukrainien en 2012. |
| Luiz Adriano        | 2007-2015                     | Légende du club. Meilleur buteur de l'histoire du club (128 buts) Meilleur buteur du championnat ukrainien en 2014.                                      |
| Andrei Pyatov       | 2007-                         | Légende du club. Meilleur joueur du championnat ukrainien selon le journal Komanda en 2010.                                                              |
| Henrikh Mkhitaryan  | 2010-2013                     | Meilleur joueur du championnat ukrainien selon le journal Komanda en 2012. Meilleur buteur du championnat ukrainien en 2013.                             |
| Alex Teixeira       | 2010-2016                     | Meilleur joueur du championnat ukrainien selon le journal Komanda en 2015. Meilleur buteur du championnat ukrainien en 2015 et 2016.                     |
| Facundo Ferreyra    | 2013-2018                     | Meilleur buteur du championnat ukrainien en 2018. |
| Marlos              | 2014-                         | Meilleur joueur du championnat ukrainien selon le journal Komanda en 2016, 2017 et 2018.                                                                 |
| Júnior Moraes       | 2018-                         | Meilleur buteur du championnat ukrainien en 2019. |

#### Joueurs les plus capés du club
| #  | Nom                 | Période                    | Matchs |
| -- | ------------------- | -------------------------- | ------ |
| 1  | Darijo Srna         | 2003-2018                  | 536    |
| 2  | Mykhaylo Sokolovsky | 1974-1987                  | 488    |
| 3  | Serhiy Yashchenko   | 1982-1995                  | 444    |
| 4  | Andriy Pyatov       | 2007-                      | 422    |
| 5  | Yuriy Dehteryov     | 1967-1983                  | 378    |
| 6  | Dmytro Shutkov      | 1991-2008                  | 347    |
| 7  | Valeriy Rudakov     | 1974-1986                  | 340    |
| 8  | Valeriy Yaremchenko | 1966-1978                  | 337    |
| 9  | Viktor Hratchov     | 1980-1981, 1982-1990, 1994 | 331    |
| 10 | Ihor Petrov         | 1982-1991, 1994-1996, 1998 | 331    |

#### Meilleurs buteurs du club
| #  | Nom                 | Période                         | Buts |
| -- | ------------------- | ------------------------------- | ---- |
| 1  | Luiz Adriano        | 2007-2015                       | 128  |
| 2  | Andriy Vorobey      | 1998-2007                       | 114  |
| 3  | Vitaliy Starukhin   | 1973-1981                       | 110  |
| 4  | Mykhaylo Sokolovsky | 1974-1987                       | 105  |
| 5  | Brandão             | 2002-2008                       | 91   |
| 6  | Alex Teixeira       | 2010-2016                       | 88   |
| 7  | Ihor Petrov         | 1982-1991, 1994-1996, 1998      | 84   |
| 8  | Serhiy Atelkin      | 1990-1995, 1996-1997, 2000-2002 | 82   |
| 9  | Viktor Hratchov     | 1980-1981, 1982-1990, 1994      | 80   |
| 10 | Oleh Matveyev       | 1992-1995, 1996-2000            | 78   |

#### Autres joueurs notables
La liste suivante présente d'autres joueurs dont le passage au club a été notable,.
- Viacheslav Aliabiev (en) (1956-1964)
- Oleksandr Alpatov (uk) (1937-1945)
- Iouri Anantchenko (uk) (1958-1967)
- Grigori Balaba (uk) (1936-1941)
- Gueorgui Bikezine (uk) (1937-1949)
- Viktor Chanov (1952-1959)
- Oleski Drozdenko (uk) (1962-1972)
- Iouri Doudinski (uk) (1970-1979)
- Mykola Fedorenko (en) (1973-1981)
- Mykola Holovko (en) (1960-1969)
- Valeriy Horbunov (en) (1972-1982)
- Oleksandr Hryhoryev (uk) (1967-1970)
- Valentyn Ielinskas (uk) (1983-1987, 1990)
- Stanislav Ievseïenko (uk) (1965-1971)
- Vitaly Khmelnitsky (1962-1964)
- Anatoli Konkov (1968-1974)
- Mykola Kononeko (uk) (1936-1941)
- Mykola Kouznetsov (uk) (1937-1945)
- Dmytro Mizerny (uk) (1961-1966)
- Volodymyr Pianykh (en) (1970-1971, 1974-1983)
- Iouri Reznik (en) (1975-1978)
- Anatoly Rodine (ru) (1961-1965)
- Valeriy Rudakov (en) (1974-1986)
- Vladimir Salkov (en) (1960-1968)
- Valentyn Sapronov (en) (1952-1963)
- Konstantin Skryptchenko (uk) (1937-1945)
- Hennadi Snehirov (uk) (1960-1965)
- Oleksandr Sopko (en) (1981-1990)
- Oleksi Varnavski (uk) (1977-1986)
- Oleksandr Vassine (uk) (1971-1976)
- Valeriy Yaremchenko (en) (1966-1978)
- Vasyl Yevseyev (en) (1988-1991)
- Serhiy Atelkin (en) (1990-1997, 2000-2002)
- Aleksei Bakharev (en) (1999-2006)
- Oleksiy Byelik (1999-2008)
- Viatcheslav Chevtchuk (2000-2002, 2005-2016)
- Dmytro Chyhrynskyy (2003-2009, 2010-2015)
- Yevhen Drahunov (en) (1985-1992)
- Oleksiy Hay (2000-2013)
- Oleksandr Hladkyy (2007-2010, 2014-2016)
- Vasyl Kobin (2009-2017)
- Viktor Kovalenko (2013-)
- Serhiy Kovalyov (en) (1994-2000)
- Valeriy Kriventsov (en) (1991-2001)
- Serhiy Kryvtsov (2009-)
- Oleksandr Kucher (2006-2017)
- Ihor Leonov (en) (1988-1991, 1993-2000)
- Serhiy Onopko (en) (1991-1998)
- Hennadiy Orbu (en) (1993-1996, 1997-2000)
- Ihor Petrov (en) (1981-1991, 1994-1996, 1998)
- Serhiy Popov (en) (1992-1996, 1997-2004)
- Yaroslav Rakitskiy (2009-2018)
- Dmytro Shutkov (1991-2008)
- Mykhaylo Starostyak (en) (1995-2004)
- Taras Stepanenko (2010-)
- Yuriy Virt (1999-2002, 2007-2012)
- Hennadiy Zubov (en) (1994-2004)
- Bernard (2013-2018)
- Dentinho (2011-2022)
- Douglas Costa (2010-2015)
- Elano (2005-2007)
- Fernandinho (2005-2013)
- Fred (2013-2018)
- Ilsinho (2007-2010, 2012-2015)
- Ismaily (2013-2022)
- Matuzalém (2004-2007)
- Alan Patrick (2011-2022)
- Taison (2013-2021)
- Willian (2007-2013)
- Eduardo (2010-2014, 2015-2016)
- Julius Aghahowa (2001-2009)
- Tomáš Hübschman (2004-2014)
- Jan Laštůvka (2004-2009)
- Ciprian Marica (2004-2007)
- Răzvan Raț (2003-2013)
- Igor Duljaj (2004-2010)
- Zvonimir Vukić (2003-2008)

## Rivalité
Une rivalité existe entre le Chakhtar Donetsk et le Dynamo Kiev. L'opposition est régie par une rivalité sportive entre les deux clubs et apparaît au début des années 2000.

### Période soviétique
Sous l'ère soviétique, le Dynamo Kiev est l'un des grands clubs d'URSS essentiellement en concurrence avec les deux clubs moscovites du Dynamo Moscou et du Spartak Moscou. Le Chakhtar Donetsk est considéré comme une équipe redoutable en coupe nationale mais incapable d'avoir des performances régulières sur un championnat entier.

### Période ukrainienne

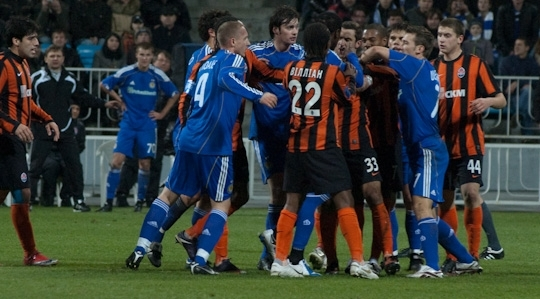
Frictions entre joueurs des deux camps (2009).

À la suite de l'indépendance de l'Ukraine en 1991, le championnat d'Ukraine voit le jour lors de la saison 1992. Les concurrents moscovites se retrouvant en Russie, le Dynamo Kiev ne dispose plus de véritable rivaux et remporte neuf titres consécutifs de champion entre 1993 et 2001. Sur cette période, Kiev reste la place forte du football ukrainien qui bénéficie de ses infrastructures de grand club et du soutien économique d'une capitale tandis que Donetsk a le rôle du club provincial en devenir. Le Dynamo Kiev dispose aussi d'une génération dorée à la tête de laquelle sont présents Andriy Chevtchenko ou Sergueï Rebrov et elle atteint notamment les demi-finales de Ligue des champions de l'UEFA 1998-1999.

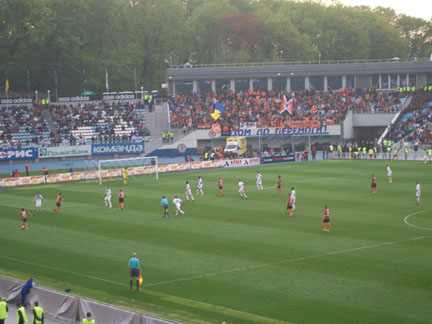
Dynamo-Chakthar, le 1er mai 2011.

L'année 1996 voit l'arrivée de l'oligarque Rinat Akhmetov à la tête du Chakhtar et signe un tournant dans l'histoire du club. Le nouveau président dote Donetsk d'infrastructures sportives rivalisant avec Kiev et il applique une politique de recrutement capable d'attirer de bons joueurs de l'étranger. Sur les neuf titres du Dynamo, le Chakhtar termine une fois vice-champion entre 1993 et 1996 contre cinq fois consécutivement de 1997 à 2001.

### Intensification de la rivalité
La rivalité sportive connait ses prémices lors de la saison 2002 où l'entraineur italien du Chakhtar, Nevio Scala, amène ses hommes au doublé Coupe-Championnat et rompt la domination du Dynamo Kiev. En 2004, le roumain Mircea Lucescu arrive sur le banc du Chakhtar et glane sur la période 2004-2011 plus de trophée que le Dynamo ainsi que des meilleures performances au niveau européen. Cette saison marque l'intensification sportive de la rivalité et dès lors, le club de Donetsk s'inscrit comme un concurrent récurrent et solide au Dynamo et le football ukrainien découvre avec joie une course annuelle au titre en duo qui remplace la course en solitaire de dix ans du Dynamo Kiev.

## Culture populaire
- Le Chakhtar Donetsk est présent dans le jeu vidéo FIFA depuis plusieurs années.
- L'actrice américaine d'origine ukrainienne Milla Jovovich était présente lors de la fête d'anniversaire des 75 ans du club, en 2012. Pour l'occasion, elle a reçu un maillot floqué à son nom[47].
- La Donbass Arena a directement inspiré le stade de la ville fictive de Verdansk dans Call of Duty Modern Warfare et Warzone[48].